# Helianthemum glomeratum
Helianthemum glomeratum là một loài thực vật có hoa trong họ Nham mân khôi. Loài này được (Lag.) Lag. ex Dunal mô tả khoa học đầu tiên năm 1824.